# Jüdische Gemeinde Bunde

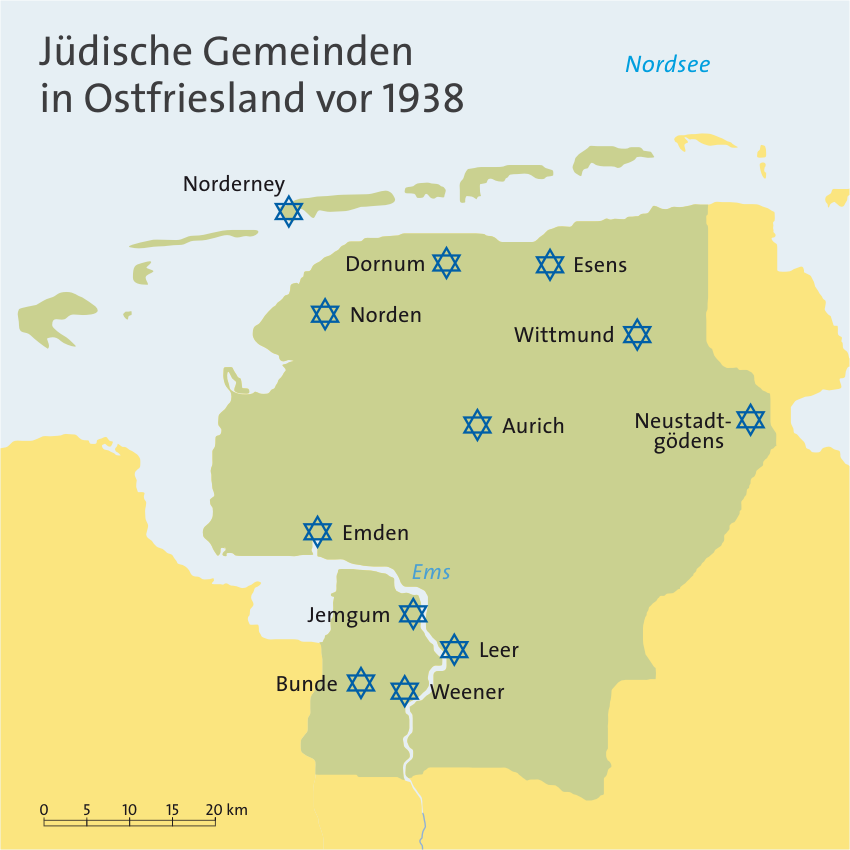
Jüdische Gemeinden in Ostfriesland vor 1938

Die jüdische Gemeinde in Bunde bestand über einen Zeitraum von rund 150 Jahren von ihren Anfängen im 18. Jahrhundert bis zu ihrem Ende am 19. Juli 1942.

## Geschichte der jüdischen Gemeinde in Bunde
Die früheste Erwähnung eines in Bunde ansässigen Juden ist auf das Jahr 1670 datiert. Zu dieser Zeit erhielten die Juden von Bunde, Jemgum und Weener von Gräfin Christine Charlotte die Erlaubnis, in Smarlingen einen Friedhof anzulegen. In Bunde wird dabei der Schlachter Simon Isaacs genannt, der als Kind portugiesischer Juden in Emden geboren war. Nach seinem Tod im Jahre 1720 verzog die Familie nach Norden und Emden. Dennoch werden 1719 und 1752 noch zwei Schutzjuden in dem Ort genannt. Eine weitere Erwähnung eines in Bunde lebenden Juden findet sich in einem Schatzungsregister aus dem Jahre 1786/87, in dem der Schlachter Nathan Isaak auftaucht.
Im Verlauf des 19. Jahrhunderts ließen sich mehrere Familien in der Ortschaft nieder. 1824 gab es 21 Juden in Bunde, womit die erforderliche Zahl von zehn über 12-jährigen männlichen Juden für einen Minjan bald erreicht wurde. In der Mehrzahl waren sie als Schlachter, Trödler oder in beiden Geschäftsfeldern tätig und verdienten damit gerade so viel Geld, wie es für den Lebensunterhalt nötig war. Dies führte dazu, dass dem Schlachter Salmon van Dyk die Erlaubnis, sich in Bunde niederzulassen, verwehrt wurde. Begründet wurde dies mit dem Verweis darauf, dass es in dem Ort bereits genügend Schlachter und Händler gebe. Später muss es van Dyk gelungen sein, sich in Bunde niederzulassen, denn 1853 war er es, der sich an die Behörden wandte, um den Zuzug des Schlachters Meier Watermann zu verhindern. Auch van Dyk schrieb, dass die im Ort ansässigen drei Schlachter kaum das Nötigste zum Leben verdienten.
Um 1845 plante die jüdische Gemeinde in Bunde dann die Errichtung einer eigenen Synagoge und einer Schule, wofür eine Kollekte beim Amt Jemgum beantragt wurde. Dieses leitete das Schreiben an die Landdrostei Aurich weiter, gab in einer Stellungnahme jedoch zu bedenken, dass die Zahl der in Bunde lebenden Juden zum Unterhalt einer Synagoge nach Ansicht des Amtes nicht ausreiche. Dabei verwies es auf die Erfahrungen in Jemgum. Wegen der geringen Größe der dortigen Gemeinde sowie der schwachen Wirtschaftskraft ihrer Mitglieder musste die Synagoge schon kurze Zeit nach ihrem Bau versteigert werden, wurde mit auswärtiger Hilfe zurückerworben, verfiel danach aber zusehends. Die Landdrostei in Aurich folgte der Stellungnahme und lehnte in einem Schreiben vom 30. April 1845 die Kollekte ab und wies die jüdische Gemeinde in Bunde an, das Bedürfnis, eine Synagoge zu errichten, besser zu begründen.

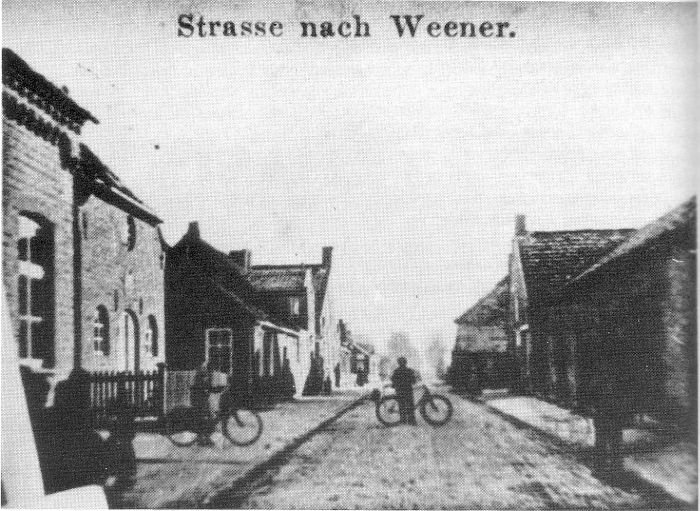
Links ein Teil der jüdischen Schule, etwas zurückgesetzt dahinter die Synagoge

Dies scheint in der Folgezeit dann geschehen zu sein: Um 1846 richteten die Juden des Ortes an der Kreuzstraße (heute: Kirchring) eine eigene Synagoge ein und laut der Schulordnung vom 1. Februar 1854 bildete die Synagogengemeinde Bunde einen eigenständigen Schulverband mit eigener Elementarschule. 1883 erwarb die Gemeinde ein Grundstück zur Errichtung einer neuen Schule. Die Bauarbeiten begannen umgehend, sodass das Gebäude noch im selben Jahr eröffnet werden konnte. Es enthielt neben der Schule noch das rituelle Frauenbad und die Wohnung für den Lehrer. Im Jahre 1896 wurde die Einrichtung einer öffentlichen, jüdischen Schule geplant. Am 7. Dezember 1896 wurde der Antrag dazu mit der Bezeichnung Jüdische Religionsschule eingereicht.

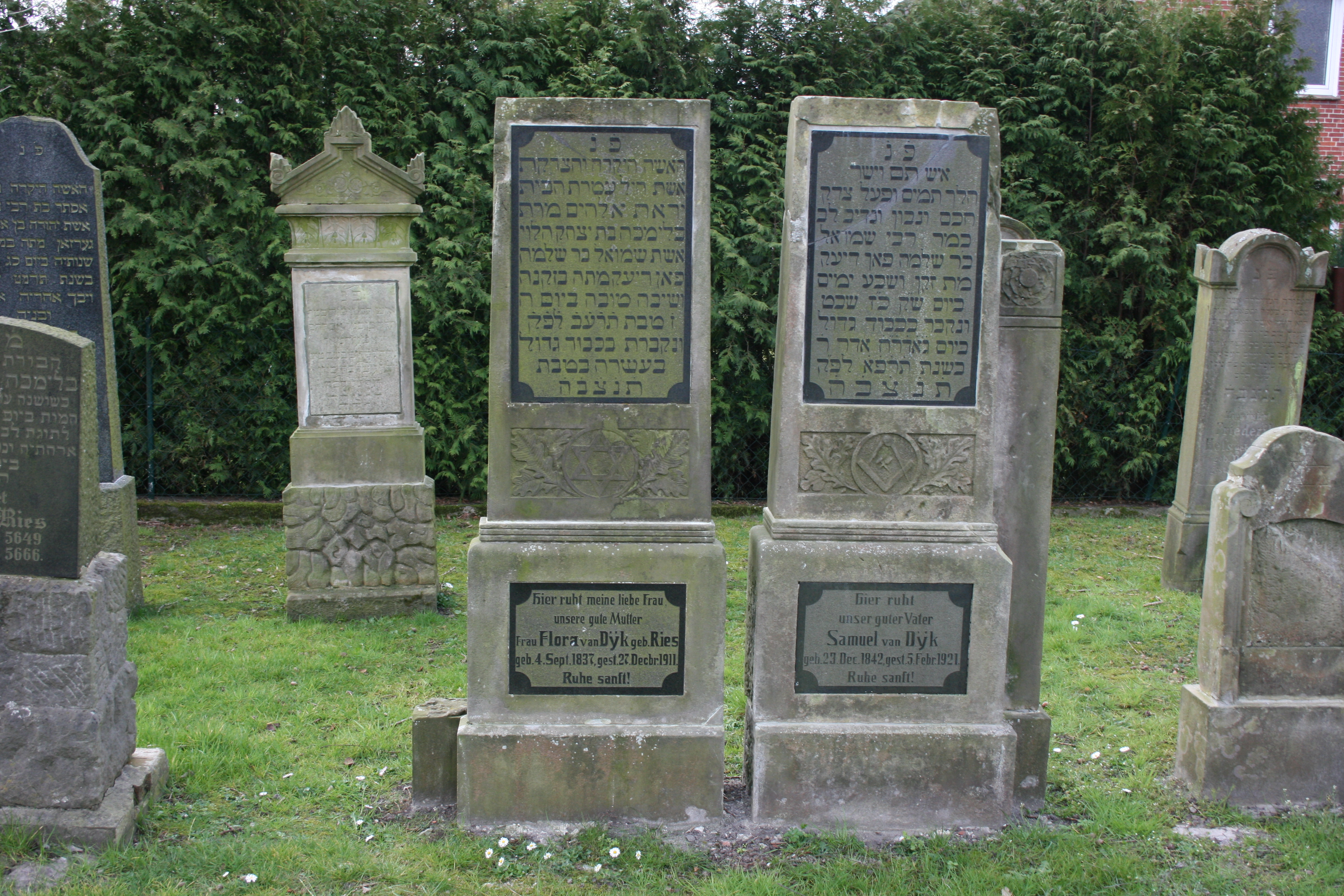
Der jüdische Friedhof in Bunde

Die Juden aus Bunde ließen ihre Toten anfangs auf dem jüdischen Friedhof Smarlingen und danach in Neuschanz beisetzen. Im Jahr 1874 verweigerte die Gemeinde in Neuschanz die weitere Mitnutzung. Daraufhin stellte die Gemeinde beim Flecken Bunde den Antrag zur Errichtung eines eigenen Friedhofes. Der Flecken gab dem Antrag nach und so wurde am 25. November ein Grundstück für 250 Reichstaler erworben, wobei die Hälfte dieser Summe von der jüdischen Gemeinde aufgebracht wurde. Der Rest wurde mit öffentlichen Mitteln beglichen.
Am Ersten Weltkrieg nahmen mehrere Juden als Soldaten teil, von denen keiner fiel. Georg und Adolf Gerson kamen mit Auszeichnungen aus dem Krieg zurück.
Zur Zeit der Weimarer Republik stellten die Gemeindemitglieder etwa 3,5 Prozent (um 1924 waren es etwa 70 Juden) der Gesamtbevölkerung von rund 2000 Einwohnern. An jüdischen Vereinen bestanden zu dieser Zeit der Wohltätigkeits- und Bestattungsverein Chewra Kadischa, der Israelitische Frauenverein sowie der Verein Chewra bachurim. Zudem gab es wohl seit den frühen 20er Jahren eine Ortsgruppe des Central-Vereins deutscher Staatsbürger jüdischen Glaubens, der aber erst ab 1937 belegt ist. Ökonomisch verschlechterte sich die ohnehin angespannte Lage des größten Teils der Gemeinde weiter. So berichtete der Bunder Gemeindevorsteher bei einer Versammlung der Gemeindevorsteher Nordwestdeutschlands im Jahre 1930, dass es kein Geld für die Bezahlung eines Lehrers gebe und die Synagoge seit dem Laubhüttenfest geschlossen sei.
Im Januar 1933 lebten noch 52 Juden in Bunde. Mehr als die Hälfte davon war 40 Jahre und älter. Nach der Machtergreifung der Nationalsozialisten verließen bis Ende 1933 18 von ihnen ihre Heimatgemeinde. Bis Anfang November 1938 verzogen insgesamt 38 Juden. Der Großteil von ihnen emigrierte in die nahen Niederlande. Ordentliche Gottesdienste und ein geregeltes Gemeindeleben konnten so nicht mehr stattfinden. Die Gemeinde verkaufte daher ihre Synagoge im Juli 1938 an den Kaufmann Barfs und löste sich danach auf. Die Synagoge steht bis heute, ist allerdings als solche durch mehrere Umbaumaßnahmen nicht zu erkennen.
Dennoch kam es in Zusammenhang mit der Reichspogromnacht auch in Bunde zu Ausschreitungen. In Bunde erhielt der örtliche Sturmbannführer Annäus Winzenborg vom Sturmbannführer Lahmeyer aus Weener telefonisch die  Anweisung, die dort ansässigen Juden „aufholen“ zu lassen. Daraufhin trieb die SA sämtliche Juden zum Gemeindesaal und hielt sie dort fest, während in der Zwischenzeit weitere SA-Truppen ihre Wohnungen durchwühlten. Bis zum nächsten Tag wurden die meisten Juden wieder entlassen. Zwei von ihnen wurden nach Leer verbracht, von dort aus mit 54 jüdischen Männern aus dem Landkreis Leer und etwa 200 anderen jüdischen Ostfriesen nach Oldenburg überführt und dort in einer Kaserne zusammengetrieben. Etwa 1.000 jüdische Ostfriesen, Oldenburger und Bremer wurden dann mit einem Zug in das Konzentrationslager Sachsenhausen nördlich von Berlin deportiert.
Die Vorgänge waren für die verbliebenen Bunder Juden der letzte Anlass auszuwandern. Im September 1939 lebte nur noch eine vierköpfige jüdische Familie in Bunde. Sie verließ am 21. März 1940 im Zusammenhang mit dem Evakuierungsbefehl für die ostfriesischen Juden den Ort. Am 19. Juli 1942 wurde die Familie nach Theresienstadt deportiert.
Mindestens 23 der 52 Juden, die im Januar 1933 in Bunde lebten, kamen im Holocaust um. Wahrscheinlich waren es jedoch deutlich mehr. Nach dem Krieg übernahm zunächst die Jewish Trust Corporation ab 1952 den 407 Quadratmeter großen Friedhof und übergab diesen im Jahre 1960 an den Landesverband der Jüdischen Gemeinden von Niedersachsen. Die politische Gemeinde Bunde pflegte den Friedhof, auf dem etwa 30 Gräber erhalten blieben, seit 1946. Seit 1975 erledigt dies ein Gärtner. In den Jahren 1956, 1970 und 1979 erfolgten Instandsetzungen.

## Gemeindeentwicklung
Die jüdische Gemeinde in Bunde stellte 1925 3,5 % der Gesamtbevölkerung des Fleckens. Etwa 50 Prozent der Bunder Juden kamen aus den Niederlanden.
| Jahr           | Gemeindemitglieder |
| -------------- | ------------------ |
| 1824           | 21 Personen        |
| 1867           | 28 Personen        |
| 1885           | 55 Personen        |
| 1905           | 65 Personen        |
| 1925           | 70 Personen        |
| 1939 September | 4 Personen         |

## Gedenkstätten

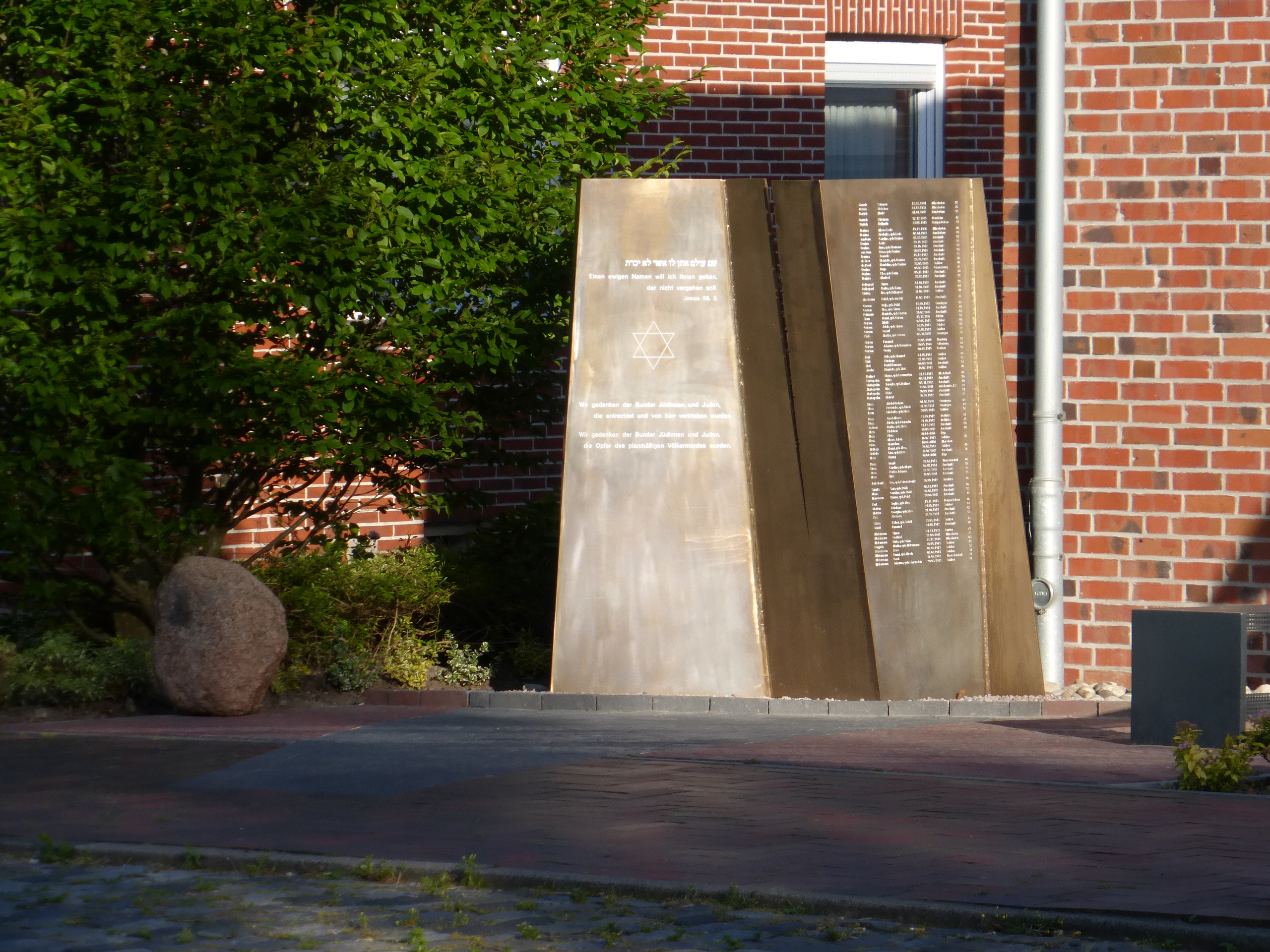
Mahnmal in Bunde von 2014

Der jüdische Friedhof Bunde von 1874 liegt am Leege Weg.
Peter Könitz aus Wymeer gestaltete ein Mahnmal aus drei bronzefarbenen Edelstahlplatten, das 2014 im Ortszentrum vor der Sparkasse errichtet wurde. Die erste Platte trägt als Inschrift den Bibelvers aus Jes 56,5b  und einen Erinnerungstext. Die zweite ist symbolisch von einem Riss durchzogen. Auf der dritten Platte sind die Namen von 77 Bunder Juden mit Todesdatum, Todesort und Alter zu lesen.